# Edith Bosch
Edith Bosch (Den Helder, 31 de maio de 1980) é uma judoca holandesa que conquistou a medalha de bronze na categoria até 70 kg dos Jogos Olímpicos de Londres 2012, além do bronze nas Olimpíadas de 2008 em Pequim (quando derrotou nas quartas-de-final a futura campeã do Strikeforce e do UFC Ronda Rousey) e da prata nas Olimpíadas de 2004 em Atenas. Foi, por diversas vezes, campeã europeia de Judô.